# Luka Čilić
Luka Čilić (okolica Baje, 1707. – Baja, 21. travnja 1771.), hrvatski pisac i kustos Bosne Srebrene.
Osnovnu i srednju školu završio je vjerojatno u rodnom mjestu, filozofsko-teološki studij u Italiji. Od 1731. do 1733. godine djelovao je na Korzici kod austrijske vojske.
Predavao je bogoslovlje u Osijeku i Budimu, a filozofiju u Baji. U Baji i Osijeku je objavio svoja djela na latinskom.
Bio je kustod franjevačke redodržave Bosne Srebrene i definitor franjevačke provincije sv. Ivana Kapistranskog.
1766. je postao franjevačkim provincijalom u Požegi, gdje je stolovao nakon manje od godine dana umro.

## Djela
- "Physica seu octo Libri Physicorum" (1733.),
- "Paeana festivum illustrissimo…Josepho Ant. Chiolinich" (prigodna pjesma, 1752.),
- "Directa ad coelum via" (1755.).